# Federazione di baseball del Marocco
La Federazione marocchina di baseball (eng. Morocco Baseball Federation) è un'organizzazione fondata per governare la pratica del baseball in Marocco.
Organizza il campionato di baseball marocchino, e pone sotto la propria egida la nazionale maschile.